# Bandar Al-Ahbabi
Bandar Mohammed Saleh Al-Ahbabi (tiếng Ả Rập:بندر محمد صالح الأحبابي) (sinh ngày 9 tháng 7 năm 1990), là một cầu thủ bóng đá Các Tiểu vương quốc Ả Rập Thống nhất thi đấu ở vị trí Tiền đạo chạy cánh cho câu lạc bộ Al Ain FC.

## Thống kê sự nghiệp

### Câu lạc bộ
Tính đến 9 tháng 12 năm 2016
| Câu lạc bộ               | Mùa giải                 | Giải vô địch | Giải vô địch | Giải vô địch | Cúp     | Cúp       | Cúp      | UPC     | UPC       | UPC      | ACL     | ACL       | ACL      | Tổng    | Tổng      | Tổng     |
| Câu lạc bộ               | Mùa giải                 | Số trận      | Bàn thắng    | Kiến tạo     | Số trận | Bàn thắng | Kiến tạo | Số trận | Bàn thắng | Kiến tạo | Số trận | Bàn thắng | Kiến tạo | Số trận | Bàn thắng | Kiến tạo |
| ------------------------ | ------------------------ | ------------ | ------------ | ------------ | ------- | --------- | -------- | ------- | --------- | -------- | ------- | --------- | -------- | ------- | --------- | -------- |
| Al Ain                   |                          |              |              |              |         |           |          |         |           |          |         |           |          |         |           |          |
| 2010–11                  | 11                       | 0            | 1            | 10           | 3       | 2         | 0        | 0       | 0         | 0        | 0       | 0         | 21       | 3       | 3         |          |
| 2011–12                  | 0                        | 0            | 0            | 2            | 0       | 0         | 0        | 0       | 0         | 5        | 0       | 1         | 7        | 0       | 1         |          |
| Tổng                     | 11                       | 0            | 1            | 12           | 3       | 2         | 0        | 0       | 0         | 5        | 0       | 1         | 28       | 3       | 4         |          |
| Al Dhafra (mượn)         |                          |              |              |              |         |           |          |         |           |          |         |           |          |         |           |          |
| 2012–13                  | 20                       | 3            | 4            | 5            | 2       | 3         | 1        | 0       | 0         | —        | —       | —         | 26       | 5       | 7         |          |
| 2013–14                  | 21                       | 3            | 5            | 6            | 2       | 5         | 4        | 0       | 3         | —        | —       | —         | 31       | 5       | 13        |          |
| Tổng                     | 41                       | 6            | 9            | 11           | 4       | 8         | 5        | 0       | 3         | —        | —       | —         | 57       | 10      | 20        |          |
| Baniyas                  |                          |              |              |              |         |           |          |         |           |          |         |           |          |         |           |          |
| 2014–15                  | 21                       | 4            | 3            | 6            | 2       | 2         | 2        | 0       | 1         | 0        | 0       | 0         | 29       | 6       | 6         |          |
| 2015–16                  | 22                       | 0            | 2            | 5            | 0       | 0         | 3        | 0       | 1         | —        | —       | —         | 30       | 0       | 3         |          |
| 2016–17                  | 2                        | 0            | 0            | 3            | 0       | 0         | —        | —       | —         | —        | —       | —         | 5        | 0       | 0         |          |
| Tổng                     | 45                       | 4            | 5            | 14           | 2       | 2         | 5        | 0       | 2         | 0        | 0       | 0         | 64       | 6       | 9         |          |
| Al Ain                   |                          |              |              |              |         |           |          |         |           |          |         |           |          |         |           |          |
| 2016–17                  | 5                        | 0            | 2            | 1            | 0       | 0         | 0        | 0       | 0         | 0        | 0       | 0         | 6        | 0       | 2         |          |
| Tổng                     | 5                        | 0            | 2            | 1            | 0       | 0         | 0        | 0       | 0         | 0        | 0       | 0         | 6        | 0       | 2         |          |
| Tổng danh hiệu sự nghiệp | Tổng danh hiệu sự nghiệp | 102          | 10           | 17           | 38      | 9         | 12       | 10      | 0         | 5        | 5       | 0         | 1        | 155     | 19        | 35       |

### Bàn thắng quốc tế
Bàn thắng cầu thủ ghi và tỉ số cuối cùng của đội tuyển Các Tiểu vương quốc Ả Rập Thống nhất.
| # | Ngày                | Địa điểm                                                                | Đối thủ     | Bàn thắng | Tỉ số | Giải     |
| - | ------------------- | ----------------------------------------------------------------------- | ----------- | --------- | ----- | -------- |
| 1 | 21 tháng 3 năm 2019 | Sân vận động Al Nahyan, Abu Dhabi, Các Tiểu vương quốc Ả Rập Thống nhất | Ả Rập Xê Út | 1–1       | 2–1   | Giao hữu |

## Danh hiệu

### Câu lạc bộ
Al Ain
- UAE Pro-League (1): 2011-12